# Mephisto Lake
Mephisto Lake är en sjö i Kanada.   Den ligger i countyt Hastings County och provinsen Ontario, i den sydöstra delen av landet, 160 km väster om huvudstaden Ottawa. Mephisto Lake ligger 315 meter över havet. Arean är 1,6 kvadratkilometer. Den ligger vid sjön Limerick Lake. Den sträcker sig 2,9 kilometer i nord-sydlig riktning, och 2,2 kilometer i öst-västlig riktning.
I omgivningarna runt Mephisto Lake växer i huvudsak blandskog. Trakten runt Mephisto Lake är nära nog obefolkad, med mindre än två invånare per kvadratkilometer.